# Bo.TiC
Bo.TiC és un restaurant situat a Corçà, Baix Empordà, fundat per Albert Sastregener i Cristina Torrent l'any 2007, estrella Michelin des del 2009 i una segona estrella Michelin des del 2020. Des de 2017, les seves instal·lacions disposen de 400 metres quadrats, ocupant una antiga fusteria de carruatges de 110 anys reconvertida en local. Sastregener ja ostentava una estrella Michelin amb Ramon Casabayó a 'La Cuina de Can Pipes', a Mont-ras.